# NGC 4602
NGC 4602 (również PGC 42476) – galaktyka spiralna z poprzeczką (SBbc), znajdująca się w gwiazdozbiorze Panny. Odkrył ją William Herschel 17 kwietnia 1784 roku. Należy do galaktyk Seyferta typu 2.